# IC 1543
IC 1543 — галактика типу Sbc (компактна витягнута спіральна галактика) у сузір'ї Андромеда.
Цей об'єкт міститься в оригінальній редакції індексного каталогу.